# Фісенко Світлана Артурівна
Світлана Артурівна Фісенко (рос. Светлана Артуровна Фисенко; нар. 21 липня 1984) — російська футболістка, нападниця.

## Життєпис
У 2002-2003 роках перебувала в заявці клубу вищої ліги Росії «Енергетик-КМВ» (Кисловодськ). У ході сезону 2003 року перейшла до московського «Чертанов», провела у його складі 8 матчів у вищій лізі. Про виступи у наступні декілька сезонів відомостей немає.
У 2007 році перейшла в тольяттинську «Ладу», з якою у 2007 році перемогла у турнірі другого дивізіону, а у 2008 році стала срібним призером першого дивізіону та півфіналісткою Кубку Росії. Проте після виходу «Лади» у вищу лігу втратила місце у складі та в 2009 році не провела жодного матчу, а команда в середині сезону припинила існування. На початку 2010 року Фісенко перейшла до складу дебютанта вищої ліги краснодарської «Кубаночки», але не зіграла жодного матчу.
У ході сезону 2010 року перейшла до клубу вищої ліги України «Іллічівка» (Маріуполь). Пропустивши наступний сезон, 2012 року повернулася до «Іллічівки», де виступала до 2014 року. Усього зіграла 37 матчів та відзначилася 6-ма голами у чемпіонатах України. Бронзовий призер чемпіонату України 2010 року.
Наприкінці кар'єри виступала за московські клуби «Торпедо», ВТБ, «Глобус» у першому та другому дивізіонах Росії. Також брала участь у змаганнях з міні-футболу, зокрема у першому дивізіоні Росії.
Виступала за молодіжну збірну Росії (WU-19), учасниця відбіркових матчів молодіжного чемпіонату Європи.